# 先知圆顶寺

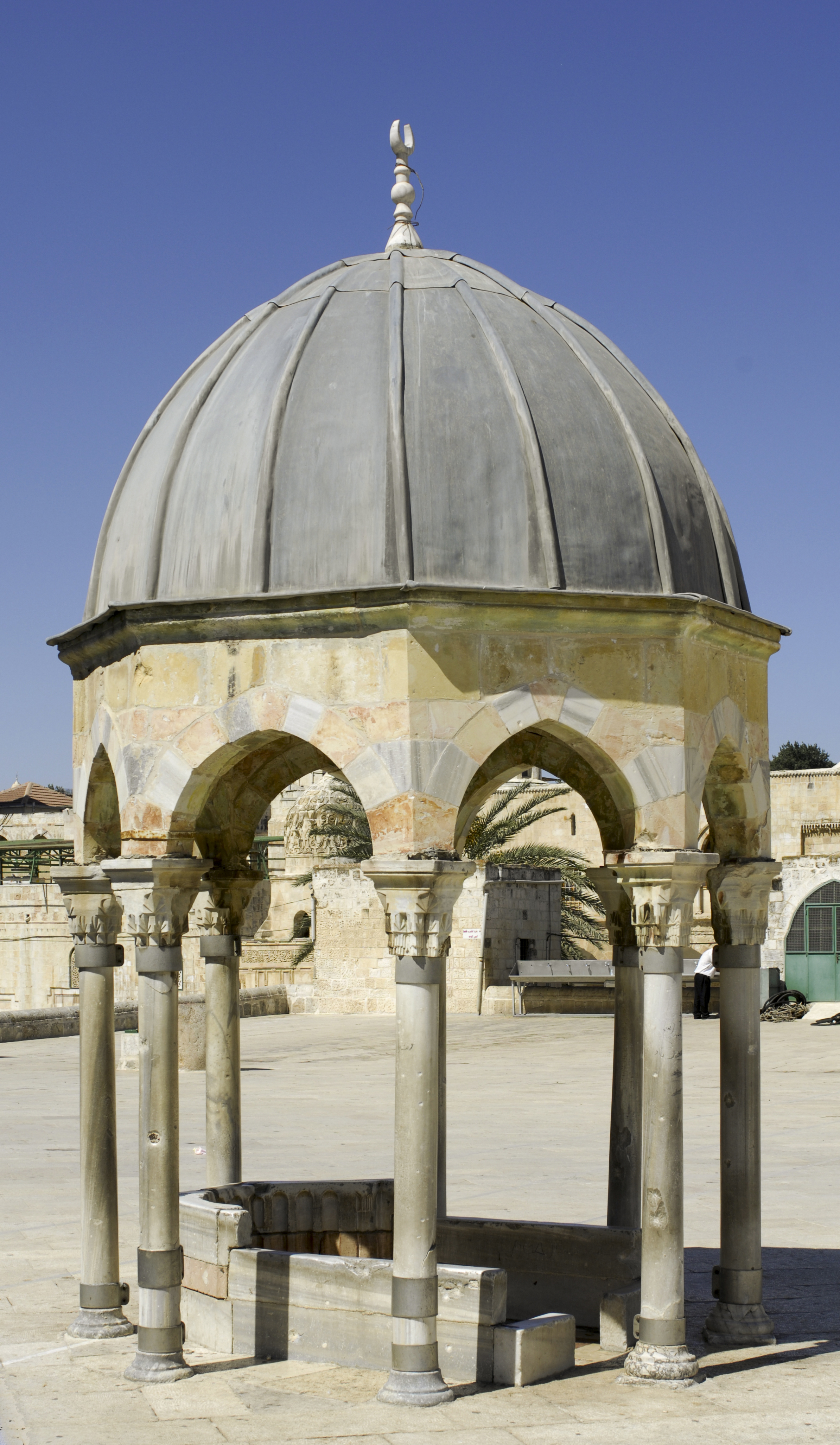
先知圆顶寺

先知圆顶寺（阿拉伯语：‎）又名加百列圆顶（阿拉伯语：Qubbat Jibril）是耶路撒冷圣殿山北部一座独立穹顶建筑。它只是象征性纪念物，而不是宗教建筑物。它是圆顶清真寺平台的一部分，是奥斯曼帝国在圣殿山区域建造的三个独立圆顶之一。

## 历史
先知圆顶寺最初是由奥斯曼帝国耶路撒冷总督穆罕默德·贝伊（Muhammad Bey）于1538年建造的，1620年，由继任耶路撒冷总督Farrukh Bey下令重建，在奥斯曼帝国苏丹苏莱曼二世统治期间完成。今天的圆顶寺主要是1620年重建的结果。这个圆顶是纪念伊斯兰教先知穆罕默德。1845年，圆顶寺又有所增建。
几位穆斯林作家，最著名的是 al-Suyuti, 声称圆顶的所在地，是穆罕默德在夜行登霄升上天堂之前，带领先知和天使祈祷的地点。奥斯曼帝国时期的捐赠文件显示，阿克萨清真寺的捐赠资金的一部分，专用于维持每晚先知圆顶寺的油灯照明。

## 建筑
先知圆顶寺为八角形建筑，下部为八根灰色大理石柱。穹顶呈半球形，由装饰有红色，黑色和白色石头的尖拱支撑。古老的米哈拉布是一块白色大理石厚板，嵌在地板上，周围是红色的石头，再向外是一堵矮墙，根据传统在北面开门，使穆斯林信徒可以朝南向麦加朝觐。
这个圆顶比附近的其他独立式圆顶小得多， 甚至不大于圆顶清真寺建筑的入口。